# Faculté de droit et de criminologie de l'université libre de Bruxelles
 (janvier 2017).
Si vous disposez d'ouvrages ou d'articles de référence ou si vous connaissez des sites web de qualité traitant du thème abordé ici, merci de compléter l'article en donnant les références utiles à sa vérifiabilité et en les liant à la section « Notes et références ».
Pour les articles homonymes, voir ULB et Faculté de droit.
La faculté de droit et de criminologie est la faculté de droit de l'université libre de Bruxelles. Elle est située sur le campus du Solbosch, à Bruxelles. Fondée en 1834, elle est la plus ancienne faculté de droit de Bruxelles encore existante.
L'École des sciences criminologiques Léon Cornil est incorporée en 1935, puis le Centre d'étude de la faculté de droit du professeur René Marcq en 1946. Depuis la rentrée académique de septembre 2010, la faculté est désormais dénommée faculté de droit et de criminologie.

## Formation

### Bachelier (3 ans)
- Bachelier en droit

### Masters (2 ans)
- Master en criminologie (École des sciences criminologiques)
  - à finalité spécialisée
  - à finalité approfondie
- Master en droit
  - Finalité "Droit économique et social"
  - Finalité "Droit civil et pénal"
  - Finalité "Droit public et international"

Masters de spécialisation (1 an)
- Master de spécialisation en droit fiscal
- Master de spécialisation en droit international
- Master de spécialisation en droit social
- Master de spécialisation en droit européen
- Master de spécialisation en notariat

## Publication
Depuis 1990, la faculté publie semestriellement la Revue de droit de l'ULB dont chaque numéro se compose d'un ensemble d'études de haut niveau scientifique, établi autour d'un thème de l'actualité juridique.

## Centres de recherche
La faculté comporte plusieurs centres de recherche :
- Centre d’histoire du droit et d’anthropologie juridique
- Centre de droit international Henri Rolin
- Centre de droit privé et de droit économique
  - Unité de droit économique
  - Unité de droit familial
  - Unité de droit international privé
  - Unité de droit judiciaire
- Centre de droit public
- Centre de recherches. Pénalité, sécurité et déviances
- Centre de recherches en droit pénal
- Centre Perelman de philosophie du droit

## Personnalités liées à la faculté

### Professeurs
- David Picard (1803-1869).
- Léopold Sancke (1815-1874), juriste, avocat, professeur agrégé le 7 juillet 1841, professeur extraordinaire le 14 janvier 1850, professeur ordinaire le 21 décembre 1854 et doyen de la faculté de droit de 1870 à 1871. Il enseigna la procédure civile en remplacement du professeur David Picard (père d'Edmond Picard).
- Henri La Fontaine, (1854-1943), Docteur en droit de l'université libre de Bruxelles, professeur de droit international, lauréat du prix Nobel de la paix en 1913.
- Henri Rolin, (1891-1973), Docteur en droit de l'Université de Gand, professeur de droit international de 1930 à 1961.

### Alumni
- Jules Anspach (1829-1879), homme politique
- Charles Woeste (1837-1922), homme politique
- Jules van Dievoet (1844-1917), avocat à la Cour de cassation.
- Marie Popelin (1846-1913), féministe
- Paul Hymans (1865-1941), avocat et homme politique
- Paul Otlet (1868-1944), juriste
- Adolphe Max (1869-1939), homme politique
- Paul-Émile Janson (1872-1944), homme politique
- Paul-Henri Spaak (1899-1972), homme politique
- Herman De Croo (1937), homme politique
- Pierre Mertens (1939), écrivain
- Maurice Lippens (1943), homme d'affaires
- Armand De Decker (1948), homme politique
- Jacques Simonet (1963-2007), homme politique
- Axel Miller (1965), homme d'affaires (ex-CEO Dexia)
- Fadila Laanan (1967), femme politique
- Charles Michel (1975), homme politique

### Professeurs actuels
- Xavier Dieux, avocat
- Alain Berenboom, avocat et écrivain
- Olivier Corten, juriste internationaliste
- Benoît Frydman, juriste et philosophe
- Guy Haarscher, philosophe
- Marc Uyttendaele, constitutionnaliste et avocat
- Alain-Charles Van Gysel, avocat
- Valérie Simonart, avocate
- Daniel Garabedian, avocat fiscaliste
- Marc Preumont, avocat pénaliste
- Huguette Jones (droit romain)
- Isabelle Rorive (Introduction au droit et droit comparé)
- Erik Van den Haute, juriste
- Paul Alain Foriers, avocat à la Cour de cassation
- Nathalie Massager, avocate spécialiste en droit familial